# Загірне (Хмельницький район)
Загі́рне — село в Україні, у Старокостянтинівській міській громаді Хмельницького району Хмельницької області. Населення становить 198 осіб. До 2020 орган місцевого самоврядування — Баглаївська сільська рада.

## Назва
Wola Babinska (1784), Dyszerowka (1787), Бабина Соль (1805), Десировка (1855), Десировка (Бабина Воля) (1862), Десеровка (1884), Десировка (1905), Десерівка (1926), Загірне (1946), Загорное (1979).

## Історія
У 1885 Десерівка — село Старо-Синявської волості Літинського повіту.
З 1905 року в Пилявській волості.
7 (20) листопада 1917 року, відповідно до.Третього Універсалу Української Центральної Ради, увійшло до складу Української Народної Республіки.
З 7 березня 1923 у складі Старо-Синявського району.
3 лютого 1931 Старосинявський район розформований, село перейшло до Летичівського району.
13 лютого 1935 перейшло до складу новоутвореного Старо-Синявського району.
1946 року перейшло до складу Старокостянтинівського району.
12 червня 2020 року, відповідно до розпорядження Кабінету Міністрів України № 727-р «Про визначення адміністративних центрів та затвердження територій територіальних громад Хмельницької області», увійшло до складу Старокостянтинівської міської громади.
19 липня 2020 року, після ліквідації Старокостянтинівського району, село увійшло до Хмельницького району.